# Kot (czasopismo)
KOT – miesięcznik dla miłośników kotów pod redakcją znanego felinologa Wojciecha Alberta Kurkowskiego. Ukazywał się od maja 2005 roku do stycznia 2010 roku.   

## Historia
Pierwsze cztery numery były dwumiesięcznikami. W miesięczniku można było znaleźć informacje o rasach kotów, obszerny dział poświęcony kotom domowym, schroniskom i pomocy kotom bezdomnym, jak również opracowania naukowe poświęcone weterynarii, genetyce, felinoterapii oraz inne informacje felinologiczne i artykuły poświęcone życiu dzikich kotów.  Z miesięcznikiem KOT współpracowało wielu znanych dziennikarzy i fotografów z różnych krajów świata. W latach 2005–2010 pismo było organizatorem corocznych obchodów "Światowy Dzień Kota", a jej inicjatorem był redaktor naczelny pisma Wojciech Albert Kurkowski. Podczas Gali ŚDK miesięcznik KOT przyznawał tytuły Kociarz Roku dla zwycięzców plebiscytu czytelników. W kategorii "Człowiek" tytuły Kociarza Roku otrzymali: 
- 2005: piosenkarz Krzysztof Cwynar[2],
- poeta Franciszek Klimek[3],
- trzykrotnie nominowany w tym plebiscycie prezydent Lech Kaczyński, który ostatecznie otrzymał wyróżnienie 17 lutego 2008 roku[4]
- redaktorka gazety Maryla Weiss.

Główne działy:
- zdrowie kotów
- anatomia kotów
- rasy - monografie ras
- opowiadania
- kot w kulturze
- nauka
- dzikie koty